# 勒尼·約羅
勒尼·奧利維耶·約羅（法語：Leny Olivier Yoro；2005年11月13日—），法國職業足球運動員，司職中后卫，現效力英超的曼聯和法國21歲以下國家足球隊。

## 早年生活
約羅在2005年11月13日出生於法國馬恩河谷省圣莫里斯，其父親為象牙海岸裔。他出生後與家人一起搬至阿尔福维尔，在那裡住了一年。在五歲時，約羅於當地球會UJA阿尔福维尔開始其足球生涯，後效力一季便隨家人移居至里爾都會區。他在阿斯克新城長大，並最終在2017年落腳里爾的青訓系統。

## 俱樂部生涯

### 里爾
約羅在2022年獲提拔至里爾的預備隊，並很快在同年1月10日與該俱樂部簽下一紙職業球員合約。2022年5月14日里爾以3–1力克尼斯的法甲比賽中，他以16歲184天之齡達成個人一線隊亮相，為「獒犬軍團」僅次於喬爾·亨利後第二年輕的首次上陣球員。
2023年8月24日，約羅在對上里耶卡的歐會盃附加賽首回合中攻入其在里爾的首球，助球隊以2–1旗開得勝。他在一個月後的9月16日則打進其法甲生涯第一顆進球，幫助「獒犬軍團」作客以2–2戰平雷恩，不至於三分盡失。

### 曼聯
2024年夏季轉會窗，多間歐洲球會對約羅產生興趣，包括皇家馬德里、巴黎聖日耳門、利物浦和曼聯。2024年7月18日，英超球會曼聯宣佈約羅加盟，據報轉會費為5200萬鎊，雙方簽約5年，另加1年優先續約條款。

## 國家隊生涯
約羅具有象牙海岸血統，因此有代表該國國家隊的資格。他在青年國家梯隊中選擇代表其出生地法國，並為除U20外的所有U17至U21青年國家隊披掛上陣過。

## 生涯數據
最後更新：2024年3月17日
| 俱樂部   | 球季     | 聯賽     | 聯賽 | 聯賽 | 盃賽 | 盃賽 | 州際賽 | 州際賽 | 總計 | 總計 |
| 俱樂部   | 球季     | 聯賽     | 上陣 | 進球 | 上陣 | 進球 | 上陣   | 進球   | 上陣 | 進球 |
| -------- | -------- | -------- | ---- | ---- | ---- | ---- | ------ | ------ | ---- | ---- |
| 里爾B隊  | 2021–22  | 法丙     | 9    | 0    | —    | —    | —      | —      | 9    | 0    |
| 里爾B隊  | 2022–23  | 法丙     | 4    | 0    | —    | —    | —      | —      | 4    | 0    |
| 里爾B隊  | 總計     | 總計     | 13   | 0    | —    | —    | —      | —      | 13   | 0    |
| 里爾     | 2021–22  | 法甲     | 1    | 0    | 0    | 0    | 0      | 0      | 1    | 0    |
| 里爾     | 2022–23  | 法甲     | 13   | 0    | 2    | 0    | —      | —      | 15   | 0    |
| 里爾     | 2023–24  | 法甲     | 25   | 2    | 3    | 0    | 7      | 1      | 35   | 3    |
| 里爾     | 總計     | 總計     | 39   | 2    | 5    | 0    | 7      | 1      | 51   | 3    |
| 生涯總計 | 生涯總計 | 生涯總計 | 52   | 2    | 5    | 0    | 7      | 1      | 64   | 3    |

1. ↑  歐會盃

## 榮譽

### 個人
- UNFP法甲最佳陣容 : 2023–24[12]

## 外部連結
- Soccerway資料庫：勒尼·約羅
- 足球数据库：勒尼·約羅的球员统计数据
- FFF個人資料 （页面存档备份，存于）